# Nagelbank

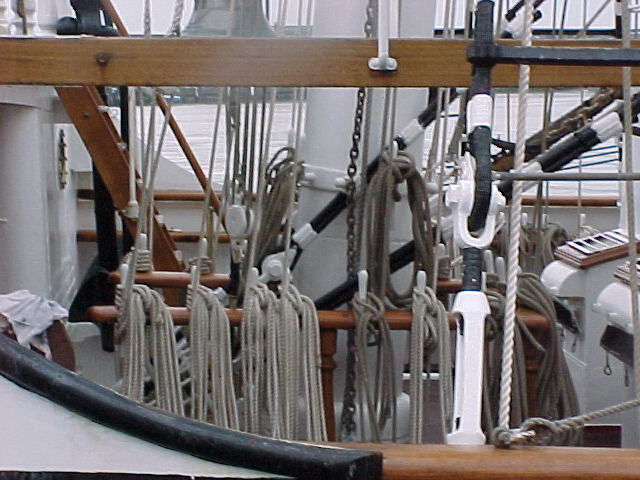
Als Nagelbank genutzte Geduld auf der Belem

Eine Nagelbank ist eine Vorrichtung zur Befestigung von Belegnägeln auf Segelschiffen. Es handelt sich dabei um ein einfaches Brett, das in regelmäßigem Abstand Löcher aufweist, in die die Belegnägel gesteckt werden können. Der Abstand richtet sich nach der Dicke des Tauwerks, das dort angeschlagen werden soll. Es gibt auch Nagelbänke mit unterschiedlich großen Löchern, um sowohl Taue wie Falle als auch Leinen, z. B. für die Signalflaggen, aufzunehmen.
Nagelbänke werden in der Regel innen entlang der Schanz, zwischen Wanten oder zwischen Betingen, hier in Form einer Geduld, befestigt oder – vor allem auf rahgetakelten Schiffen – zusätzlich direkt am Mast in Form von Mastgärten.
Gegenüber anderen Belegmöglichkeiten hat die Nagelbank den Vorteil, dass das gewünschte Tau durch ein einfaches Ziehen des entsprechenden Belegnagels nach oben gelöst werden kann, damit sie ausrauscht. Dafür ist eine saubere Leinenführung beim Belegen unabdingbar, ansonsten ist eine Wuling die Folge.